# Urmiasøen
Urmiasøen (persisk: دریاچه ارومیه: , Daryāche-ye Elūmiyeh; aserbajdsjansk: اورمیا ﮔﺆﻟﻮ, Urmiya gölü) er en saltsø i det nordvestlige Iran.
Den var tidligere den største sø i Mellemøsten og den tredje største saltsø i verden. Grænsen mellem provinserne Øst-Aserbajdsjan og Vest-Aserbajdsjan går fra nord til syd midt i søen. Søen ligger vest for det Kaspiske Hav og ganske nær grænserne til Irak, Tyrkiet, Aserbajdsjan (Nakhitsjevan) og Armenien. Byen Urmia ligger ved vestbredden af søen og storbyen Tabriz omtrent 60 km øst for den. Befolkningen omkring Urmiasøen er for det meste aserbajdsjanere, men i vest og syd er der også en del kurdere.
Det nuværende navn kommer fra byen Urmia, som har navn fra det aramæiske ord ur, «by» og mia, «vand», altså «byen ved vandet». På oldpersisk blev søen kaldt Tsjitsjast, «den glitrende», og romerne kendte den som Lacus Matianus. Søen blev i Iran, mellem 1930 og 1979, kaldt Rezaiyesøen for at hædre Reza Pahlavi, men efter revolutionen fik den navnet Elūmiyeh-søen. Kurderne kalder den Wermy, og det gamle armenske navn er Կապուտան ծով, Kaputan tsov, «blåsøen».

## Fysisk geografi
Forskellige kilder angiver en højde over havet på 1.275–1.300 meter. Arealet varier mellem 4.750 og 6.100 km². Gennemsnitdybden er mellem 4,9–6,0 meter, og dybden kan øges med op til 2 meter om foråret når det er tøbrud og mest nedbør. Søen ligger i den dybeste del af et endorheisk bækken og har ikke afløb.
13 permanente floder løber til søen, med en årlig vandmængde på 6.900 millioner m³. Om foråret dannes der områder med ferskvand ved flodudløbene. I søen er der 101 øer. Der er bygget en dæmning tværs over søen for at få kortere vejforbindelse mellem Urmia og Tabriz. Den har en åbning med en bro på 1,5 km, men er alligevel et forhindring for gennemstrømningen.
Saliniteten er op til 340,0 g/l, men ligger som regel mellem 217–235 g/l. De vigtigste kationer er Na+, K+, Ca2+, Li+ og Mg#2+, mens de vigtigste anioner er Cl−, SO#42− og HCO#3−. Vandet er næsten mættet med salt, men det har tidligere været lille utfelling.
Klimaet i området er et Steppeklima med hede somre og kolde vintre hvor temperaturen kan gå ned til -25 °C. Årsnedbøren i bækkenet varierede i perioden 1964–1992 mellem 203 og 688 mm. Årsgennemsnit for hele bassinet i denne periode er 372 mm. Meget af nedbøren kommer som sne, og der er mest nedbør om foråret.
Urmiasøen ligger i en gravsænkning som er skabt af tektonisk aktivitet. Søen ligger nær grænserne mellem de eurasiske, anatolske og arabiske kontinentalplader. Bjergarterne i området har en alder som varierer fra prekambrisk til unge sedimenter i søen. Bunden af søen og de fleste øer består af kalksten fra kridttiden, mergel fra miocæn og yngre sedimenter. Ingen sedimenter findes højere end fem meter over nutidens overfladeniveau, hvilket tyder på at den aldrig har været meget større.

## Biologi
Ved flodudløbene findes der frodig vegetation af sumpplanter, men udenfor i selve søen er vandet så salt at kun bakterier og encellede alger kan udføre fotosyntese. Krebsdyret Artemia lever af algerne og findes i store mængder fra begyndelsen af juni til slutningen af september. Langs bredderne vokser Suaeda, Atriplex, Frankenia og siv (Juncus). Der er lidt tagrør i flodudløbene, og nogen steder er der buskads med tamarisk.
De store øer har steppevegetation med spredte pistacie-træer og korsved- og bynkebuske. Den største ø, Ghoion Daghi, har nok ferskvand til at opretholde indførte bestande af persisk dåhjort og vilde får. Søen er omgivet af hvedemarker i vest og syd og steppe og åse i nord og øst.
Søen er hjemstged for mange fuglearter, bl.a yngler hvid pelikan, bronzeibis, skestork, stor flamingo, rustand, gravand, stylteløper, klyde, armensk måge og tyndnæbbet måge. Det skønnes at der findes 15.000–25.000 ynglende par flamingoer. Op til 35.000 individer af gravand samles i august i forbindelse med fældning. I træktiden om sommeren mellemlander store flokke af atlingand, sorthalset lappedykker, dværgryle, krumnæbbet ryle og anden sneppefugle.
Vandet i søen er for salt til at fisk kan leve der. Floderne i Urmiabækkenet har derimod en ganske rig fiskefauna med 28 arter. Mange af arterne er de samme som i floderne Araks og Kura længere mod nord, men der er også 4–5 endemiske fiskearter.

## Miljøstatus
Søen er beskyttet som nationalpark, ramsarområde og biosfærereservat. Saltet i søen anses at have medicinsk effekt, specielt som en kur for reumatisme. Landskabet er smukt med store saltflader og grusstrande. Det rige fugleliv kan gøre søen til et vigtigt rejsemål for økoturisme.
Der er en omfattende saltproduktion ved Urmiasøen. Årligt udvindes 400.000 ton som bruges til produktion af natriumbikarbonat, mens 50.000 ton generhverves årligt til anden formål. Der bliver også produceret lidt kalium, og der er interesse for også at starte udvinding af litium og brom.
Efter 2002 er store dele af Urmiasøen tørret ind, og arealet er reduceret til 12 % af det oprindelige. Dette skyldes delvis at klimaet er blevet tørrere, men dæmningsbygning i tilløbene og udtag af vand til irrigation og andre menneskelige indgreb har også betydning. Saltudfælning skaber problemer for vandfuglene da salt krystalliseres i deres indre organer og på fødderne.
I de senere år er vandet i Urmiasøen af og til blevet farvet rødt. Dette sker i perioder hvor søen bliver mindre og saltere, hvilket får mikroorganismerne til at skifte farve. To grupper er sandsynligvis involveret, alger i slægten Dunaliella og arkæerbakterier i familien Halobacteriaceae.